# Мехмет Гюнсюр
Мехмет Гюнсюр (тур. Mehmet Günsür МФА: [mehˈmet ɟynˈsyɾ], нар. 8 травня 1975, Стамбул) — турецький актор татарського походження.

## Біографія
Мехмет Гюнсюр народився 8 травня 1975 року в Стамбулі в сім'ї викладача Сібель і квантового фізика Теомана Мехмета Гюнсюра. Старша сестра Зейнеп Мехмет Гюнсюр є хореографом сучасного балету.
Мехмет вчився в  італійському ліцеї , а потім закінчив Університет Мармара, факультет журналістики (масових комунікацій). Крім зйомок у кіно, Мехмет також був учасником групи «Dawn» і пробував себе в ресторанному бізнесі. Також часто працює моделлю, представляючи відомі марки і позуючи модним журналам Туреччини.

## Особисте життя
У 2006 році Мехмет Гюнсюр одружився з італійкою Катериною Моджі (італійський режисер-документаліст). В даний час Мехмет Гюнсюр і Катерина Монджой проживають в Римі і виховують двох дітей — сина Алі і дочку Майю. 19 листопада 2012 року у пари народилася дочка Хлоя.